# Epanerchodus gangwonus
Epanerchodus gangwonus är en mångfotingart som beskrevs av Mikhaljova och Lim 200. Epanerchodus gangwonus ingår i släktet Epanerchodus och familjen plattdubbelfotingar. Inga underarter finns listade i Catalogue of Life.